# Kościół św. Józefa Oblubieńca w Skarżysku-Kamiennej (nowy)
Kościół świętego Józefa Oblubieńca w Skarżysku-Kamiennej – rzymskokatolicki kościół parafialny należący do parafii pod tym samym wezwaniem (dekanat skarżyski diecezji radomskiej).
Jest to świątynia zaprojektowana przez architekta Janusza Gruszczyńskiego, wybudowano ją w latach 1990–1994 dzięki staraniom księdza Tadeusza Stańkowskiego i księdza Marka Lurzyńskiego. Poświęcona została w 1994 roku przez biskupa Edwarda Materskiego. Jest to budowla jednonawowa, murowana, wzniesiona z białej cegły.